# Elisabeth Augusta Wendling
Pour les articles homonymes, voir Wendling (homonymie).
Elisabeth Augusta Wendling, née Sarselli,  est une cantatrice allemande (soprano) née le 20 février 1746 à Mannheim, décédée le 10 janvier 1786 à Munich. 
Elle a épousé le violoniste Franz Anton Wendling et est la belle-sœur de la cantatrice Dorothea Wendling.
Elle a chanté à la cour de Mannheim où elle créa le rôle de Tomiri dans l'Iphigénie en Tauride de de Majo.  Elle a chanté dans plusieurs œuvres de Jean-Chrétien Bach. Mozart a écrit pour elle le rôle d'Elettra d'Idomeneo, créé à Munich le 29 janvier 1781. En février 1781, il compose probablement pour elle l'air Ma che vi fece, o stelle - Sperai vicino, K. 368.